# Pimpinela (paroisse civile)
Pour les articles homonymes, voir Pimpinela.
Pimpinela est l'une des quatre divisions territoriales et statistiques dont l'une des trois paroisses civiles de la municipalité de Páez dans l'État de Portuguesa. Sa capitale est Pimpinela.